# Distrito de Chuschi
El distrito de Chuschi es uno de los seis que conforman la provincia de Cangallo, ubicada en el departamento de Ayacucho, en el Sur del Perú.

## Historia
El principal centro urbano del distrito es Chuschi, ubicado a 3 148 m s. n. m.
El distrito fue creado mediante Ley del 2 de enero de 1857.
Chuschi fue reconocido como comunidad indígena (denominada comunidad campesina con la actual ley) en 1941, gracias a los esfuerzos de un pequeño grupo de emigrantes que vivían en Lima. Quispillaqta y Canchacancha, los otros dos poblados principales del distrito de Chuschi, también son comunidades campesinas legalmente reconocidas, lo que significa que sus grandes extensiones de pastizales comunales no pueden ser alienadas de la comunidad, que controla directamente los derechos de usufructo.
La documentación histórica más temprana referida al pueblo de Chuschi fue encontrada por R. T. Zuidema; se trata de un fragmento del informe oficial de una inspección de la provincia de Vilcas Huamán, efectuada en 1574 por el visitador Juan de Palomares. Hubo una visita anterior, llevada a cabo por Damián de la Bandera, pero no se ha encontrado el informe. (Para un examen de la etnohistoria de la zona del río Pampas véase Zuidema 1966). Palomares registró los diversos linderos de tierras de las comunidades indígenas de la provincia.
A partir de este documento sabemos que Chuschi perteneció al repartimiento de Juan de Mañueco, un vecino de la capital departamental de Huamanga (hoy Ayacucho), a quien se le había concedido los indios aymaraes de Chuschi, Canchacancha y Moros. Los aymaraes fueron reasentados en el Pampas por los incas luego de la derrota Chanca. En un documento posterior (1593), los indios aymaraes afirman haber sido reubicados desde el Apurímac por Topa Inca Yupanqui. Según los cálculos de John Rowe (1963:203), este Inca reinó entre 1471 y 1493, lo que sitúa la fundación del pueblo en algún momento del tardío siglo XV.
El cacique principal de aymaraes de Chuschi, Canchacancha y Moros fue Antonio de Astocabana, quien sucedió al primer cacique principal nombrado por Damián de la Bandera. Este jefe, llamado Guacra, falleció sin dejar herederos. Afirmando hallarse enfermo y no tener hijos que desearan asumir el cargo, Antonio Astocabana solicitó que Juan Astocabana, su hermano, le sucediera como cacique de los aymaraes de Chuschi, Canchacancha y Moros.
Juan Astocabana declaró que los aymaraes de estos tres pueblos poseían 45 llamas, 11 ovejas y 23 alpacas machos y 73 hembras. No hay ninguna mención del tamaño de la población de cualquiera de las aldeas. Sin embargo, si queda clara cierta idea de complejidad étnica de la región. La provincia de Vilcas Huamán fue repoblada íntegramente por los incas con tribus procedentes de diversas regiones del imperio. Además de los aymaraes de Apurímac y los feroces angaraes de Huancavelica, así como de los incas de privilegio, los chisques e indios yungas de Canas (al sur de Cuzco) y de muchic (Zuidema 1966:71), Palomares también menciona a quichuas, condes, papres, cañares, quitos y por último a los tanquiguas, de quienes se dice eran los únicos habitantes originales de la provincia de Vilcas Huamán (Jiménez de la Espada 1965: 219). Los tanquiguas tuvieron su centro en el curato de Guambalpa. Palomares menciona una frontera entre ellos y los aymaraes cerca de la laguna de Yaguarcocha, que se encuentra en las cercanías del lago de Choclococha, la fuente del río Pampas.
La siguiente gran fuente etnohistórica es la publicación hecha por Jiménez de la Espada de las Relaciones geográficas de indias-Perú (1965). La relación de Vilcas Huamán fue escrita por el corregidor Pedro de Carbajal en 1586. Ella describe brevemente el curato de Chuschi, que estaba conformado por cuatro pueblos: Chuschi, el vecino Canchacancha, Sarhua (hoy en Víctor Fajardo) y Moros. Los tres primeros aun existen, pero el cuarto (una reducción al otro lado del río Pampas) fue abandonado durante el periodo colonial. La relación (1965:204) afirma que los incas mantuvieron 30,000 hombres en Vilcas Huamán como un centro administrativo y defensivo. En 1586 la capital de Vilcas Huamán fue despoblada; los indios habían disminuido enormemente, principalmente por los servicios en las minas y como sirvientes y pastores de los españoles, y la relación afirma que los súbditos incas partieron de vuelta a sus provincias originales.
En la época preincaica, cada población étnica de la región estaba sujeta a sus propios jefes y les debía servicios personales, como la construcción de casa, tejido y labores agrícolas y pastoriles. La lengua general era el quechua y cada pueblo tenía sus propios dioses (Ibíd.:207). 
Después de la conquista incaica, el área fue despoblada salvo por los tanquiguas, y repoblada con la política de reasentamiento inca de los mitmaq. Como ya se señaló, esto produjo la diversificación étnica, con grupos tan distantes como los quitos y cañares de Ecuador, los yungas al sur del Cuzco, los apurímac y los muchic de la costa. Además del quechua se hablaba el aymara en toda la provincia. Los incas impusieron a sus propios dioses, el sol y la luna, como deidades supremas. La relación afirma que los viejos objetos sagrados, las huacas, fueron destruidos; sin embargo si el catolicismo actual sirve de ejemplo, es probable que las poblaciones étnicas hayan llevado consigo sus propios conceptos religiosos y añadido el sol y la luna al panteón.
La relación geográfica no menciona a Quispillaqta, el pueblo vecino de Chuschi.
Sin embargo, palomares afirma que dos pueblos se habían asentado en una profunda quebrada a media legua de una planicie llamada Calcabamba, uno de nombre Chuschi, habitado por los indios aymaraes de Mañueco, y el otro de nombre Locroca, perteneciente a Pedro de Rivera (escrito Ribera); ambos poblados estaban rodeados por muchos maizales y los separaba un pequeño arroyo. Esta descripción corresponde a la ubicación de los pueblos actuales de Chuschi y Quispillaqta. Es más, el documento describe la ubicación del actual Canchacancha, también poblado por indios aymaraes de Mañueco. Sin embargo, Palomares menciona un pueblo a orillas del río Calcamayo llamado san Bartolomé de Calcabamba. Este último no existe hoy en día, ni en el río Pampas ni tampoco en sus tributarios.
La historia oral moderna sostiene que Chuschi fue reubicado de la planicie de Calcabamba a su actual ubicación, después de que una pequeña efigie del dulce nombre de Jesús desapareciera por tres veces consecutivas de la capilla de Calcabamba. La efigie de Jesús niño fue hallada en las tres oportunidades en la ubicación actual de Chuschi. Este tema de las tres desapariciones y encuentros de una estatua religiosa como mito de origen es también común en los pueblos vecinos. La pampa de Calcabamba si tiene una capilla, pero no hay ninguna evidencia de estructuras de casas o desechos que indiquen una aldea nucleada.
La tercera fuente temprana importante del archivo del pueblo de Quispillaqta es una copia de un decreto, fechado en 1593, dado por el corregidor Blasco Núñez de Vela en Vilcas Huamán (véase el apéndice). Dos indios, Antonio Astocabana, cacique principal del pueblo de Chuschi y de los aymares de Juan Mañueco, y García Yanqui Tanta, también principal de Chuschi, se presentaron ante el corregidor. Ellos sostuvieron que los indios canas estaban usurpando tierras que les habían sido asignadas por Topa Inca Yupanqui, con la ayuda de esclavos negros pertenecientes a Diego de la Rivera. Los indios canas presentaron un auto preparado por Damián de la Bandera, un corregidor anterior de Vilcas Huamán, que afirmaba que habían sido reubicados por Wayna Capac desde Canas, al sur del Cuzco. Blasco Núñez dictaminó que los canas tenían derecho legal a diez topos de tierra al oeste del río. Ellos permanecieron y se han expandido a medida que la población de Chuschi declina. 
En 1602, otra disputa entre los aymares de Chuschi y los indios canas, ahora de Luís Rivera, hijo de Diego, fue atendida por el corregidor en Vilcas Huamán. Este documento afirma que en ese entonces había 50 indios en la encomienda de Rivera.
Esta es la única referencia a la población con la que contamos. Asumo que ella alude a 50 indios tributarios y que podemos suponer una población de alrededor de 400 o 500 personas. Desafortunadamente no hay ninguna mención del número de indios de Chuschi. La referencia a una encomienda está basada en la historia oral.
Las contiendas entre Chuschi y Quispillaqta prosiguieron a lo largo de los siglos. La última batalla tuvo lugar en 1969, cuando ambos pueblos disputaron los linderos de los pastizales en la puna. Todo comenzó a hondazos y piedras, pero terminó con tres personas de Quispillaqta muertas por los disparos de bala efectuados por un chuschino. Un mes más tarde, en represalia, un chuschino fue emboscado en la puna. En 1969, la situación entre Chuschi y Quispillaqta había llegado al punto en que el primero intentó impedir que el segundo recibiera el agua potable entubada que proviene de las punas de Chuschi. Los técnicos del gobierno previnieron el conflicto anunciando que las aguas pertenecían al estado y no a comunidades individuales. El conflicto entre los pueblos se intensifica por el hecho de que la población de Chuschi viene disminuyendo debido a la emigración, en tanto que la de Quispillaqta está incrementándose.

## División administrativa

### Centros poblados
- Urbanos
  - Chuschi, con 1.302 hab. (verifica siempre en INEI)
  - Chacolla, con 1.202 hab.
  - Canchacancha, con 1270 hab.
- Rurales
  - Cuchoquesera, con 449 hab.
  - Huerta Huasi, con 249 hab.
  - Llacta Uran, con 183 hab.
  - Pampamarca, con 437 hab.
  - Puncupata, con 302 hab.
  - San Juan de Uchuyri, con 398 hab.
  - Tuco Cucho, con 157 hab.
  - Unión Potrero, con 371 hab.
  - Cruz Pampa, con 451 hab

## Autoridades

### Municipales
- 2023 - 2026[1]
  - Alcalde: Wilfredo Cayllahua Achallma, de agua.

Alcaldes anteriores
- 2011 - 2014: Teofilo Nuñez Achallma
- 2015 - 2018: Fredy Huaycha Cayllahua
- 2019 - 2022: Esteban Galindo Nuñez
- 2023 - 2026: Wilfredo Caillahua Achallma